# Шанахон (Илиноис)
Шанахон (енгл. Channahon) град је у америчкој савезној држави Илиноис.

## Демографија
По попису из 2010. године број становника је 12.560, што је 5.216 (71,0%) становника више него 2000. године.
| Група             | 2000.         | 2010.          |
| Белци             | 6.962 (94,8%) | 11.168 (88,9%) |
| Афроамериканци    | 31 (0,4%)     | 159 (1,3%)     |
| Азијати           | 20 (0,3%)     | 93 (0,7%)      |
| Хиспаноамериканци | 267 (3,6%)    | 1.020 (8,1%)   |
| Укупно            | 7.344         | 12.560         |